# Henry Taylor (pilota automobilistico)
Henry Charles Taylor (Shefford, 16 dicembre 1932 – Vallauris, 24 ottobre 2013) è stato un pilota automobilistico britannico che ha gareggiato anche in Formula 1.

## Carriera
Dopo aver gareggiato in Formula 3 passò alla Lotus per esordire nel grande mondo dell'automobilismo che conta, una carriera però che non regalò alcuna soddisfazione in quel periodo sia a lui che alla propria scuderia, anche per una dose di sfortuna.
Dopo soli 10 Gran Premi, in cui aveva collezionato appena 3 punti, Taylor abbandonò la Formula Uno, licenziato dalla scuderia che su di lui aveva puntato, per tornare a correre in campionati nazionali inglesi delle vetture turismo.

## Risultati in Formula 1
| 1959 | Scuderia    | Vettura    |  |  |  |  |    |  |  |  |  |  |  | Punti | Pos. |
| ---- | ----------- | ---------- |  |  |  |  | -- |  |  |  |  |  |  | ----- | ---- |
| 1959 | RHH Parnell | Cooper T51 |  |  |  |  | 11 |  |  |  |  |  |  | 0     |      |

| 1960 | Scuderia                         | Vettura    |  |  |  |   |  |   |   |    |  |    |  | Punti | Pos. |
| ---- | -------------------------------- | ---------- |  |  |  | - |  | - | - | -- |  | -- |  | ----- | ---- |
| 1960 | RHH Parnell Yeoman Credit Racing | Cooper T51 |  |  |  | 7 |  | 4 | 8 | NP |  | 14 |  | 3     | 19º  |

| 1961 | Scuderia            | Vettura          |    |  |  |    |     |  |    |  |  |  |  | Punti | Pos. |
| ---- | ------------------- | ---------------- | -- |  |  | -- | --- |  | -- |  |  |  |  | ----- | ---- |
| 1961 | UDT Laystall Racing | Lotus 18 e 18/21 | NQ |  |  | 10 | Rit |  | 11 |  |  |  |  | 0     |      |

| Legenda | 1º posto     | 2º posto | 3º posto    | A punti         | Senza punti/Non class.  | Grassetto – Pole position Corsivo – Giro più veloce |
| Legenda | Squalificato | Ritirato | Non partito | Non qualificato | Solo prove/Terzo pilota | Grassetto – Pole position Corsivo – Giro più veloce |